# Kutaisi
Kutaisi (gruzínsky ქუთაისი) je druhé největší gruzínské město s přibližně 147 635 obyvateli (2014), ležící v západní provincii Imeretii asi 221 km západně od Tbilisi na řece Rioni.

## Historie
Kutaisi byly kdysi metropolí Kolchidského království. Archeologické výzkumy dokazují, že město fungovalo jako hlavní město Kolchidy aspoň od 2. tisíciletí př. n. l. Mnoho historiků se domnívá, že když psal Apollónios z Rhodu o Jásonovi a argonautech a jejich legendární cestě do Kolchidy, bylo Kutaisi cílem argonautů a sídlem krále Aetea. V letech 975–1122 bylo Kutaisi metropolí sjednoceného Království Gruzie a od 15. století do roku 1810 pak hlavním městem království Imeretie, které v 17. a 18. století trpělo pod nájezdy Osmanské říše. V 60. letech 17. století město obsadili Turci, roku 1770 ho pak osvobodila ruská armáda. Roku 1810 však Rusko donutilo posledního krále uprchnout do Turecka a království anektovalo. Během Říjnové revoluce zde byli němečtí a britští vojáci, roku 1921 zde byla násilím ustanovena sovětská vláda.
Od září 2012 do listopadu 2018 bylo Kutaisi sídlem gruzínského parlamentu.

## Ekonomika
Před vyhlášením nezávislosti Gruzie v roce 1991 bylo Kutaisi jedním z nejvýznamnějších průmyslových center republiky. Dnes jsou již podniky dávno zkrachovalé a lidé musí hledat práci v zahraničí. Nedaleko města se také nachází vodní nádrž.

## Doprava
Kutaisi je napojeno na gruzínskou železniční síť. Zhruba čtrnáct kilometrů jihozápadně od města je mezinárodní letiště Davida Budovatele, jedno ze tří největších gruzínských letišť.
Trolejbusová doprava v Kutaisi fungovala od roku 1949 do roku 2009.

## Osobnosti města
- Dimitrij Nikolajevič Uznadze (1886–1950), sovětský psycholog a filozof
- Joseph Orbeli (1887–1961), orientalista a ředitel Ermitáže
- Vasilij Pavlovič Mžavanadze (1902–1988), gruzínský politik, první tajemník ÚV Komunistické strany Gruzie
- Tengiz Abuladze, (1924–1994), filmový režisér
- Nino Burdžanadze (* 1964), opoziční politička
- Katie Melua (* 1984), zpěvačka

## Partnerská města
- Aškelon, Izrael
- Bayonne, Francie
- Columbia, USA
- Dnipro, Ukrajina
- Doněck, Ukrajina
- Gandža, Ázerbájdžán
- Gjumri, Arménie
- Charkov, Ukrajina
- Kars, Turecko
- Lvov, Ukrajina
- Newport, Spojené království
- Nikea (Attika), Řecko
- Lyon, Francie
- Plovdiv, Bulharsko
- Poznaň, Polsko
- Rašt, Írán
- Samsun, Turecko
- Sin-chua, Čína
- Tchien-ťin, Čína
- Tula, Rusko
- Vitoria-Gasteiz, Španělsko